# Länsanskär
Länsanskär är en ö i Finland. Den ligger i Skärgårdshavet eller Norra Östersjön och i kommunerna Hangö och Kimitoön i landskapen Nyland och Egentliga Finland, i den sydvästra delen av landet. Ön ligger omkring 130 kilometer väster om Helsingfors.
Öns area är 5,1 hektar och dess största längd är 410 meter i sydöst-nordvästlig riktning. Ön höjer sig omkring 10 meter över havsytan.